# Kochkessel

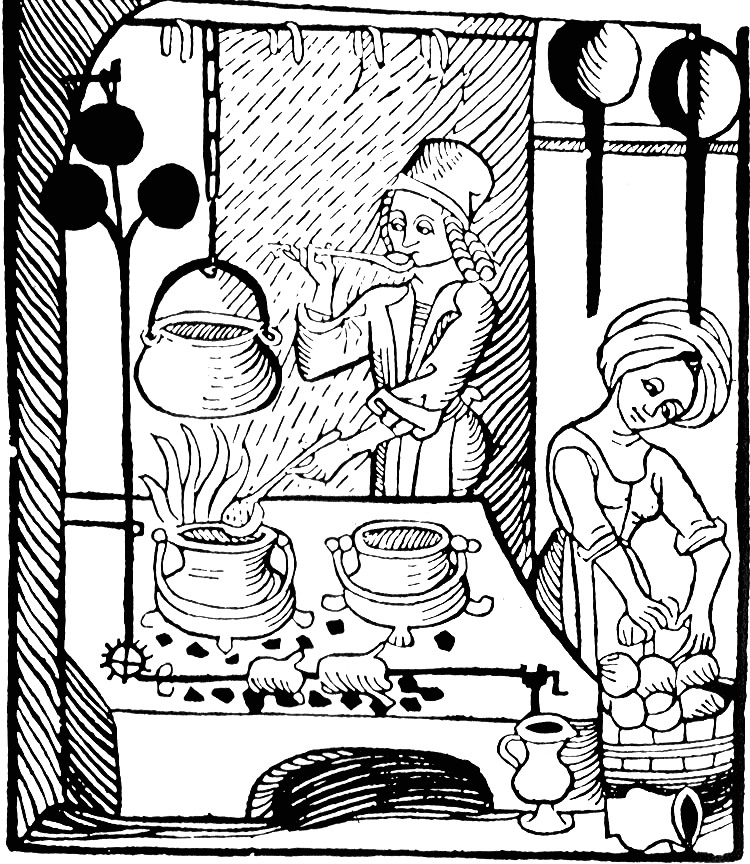
Mittelalterliche Küche mit offener Feuerstelle und Kochkessel, Darstellung um 1505

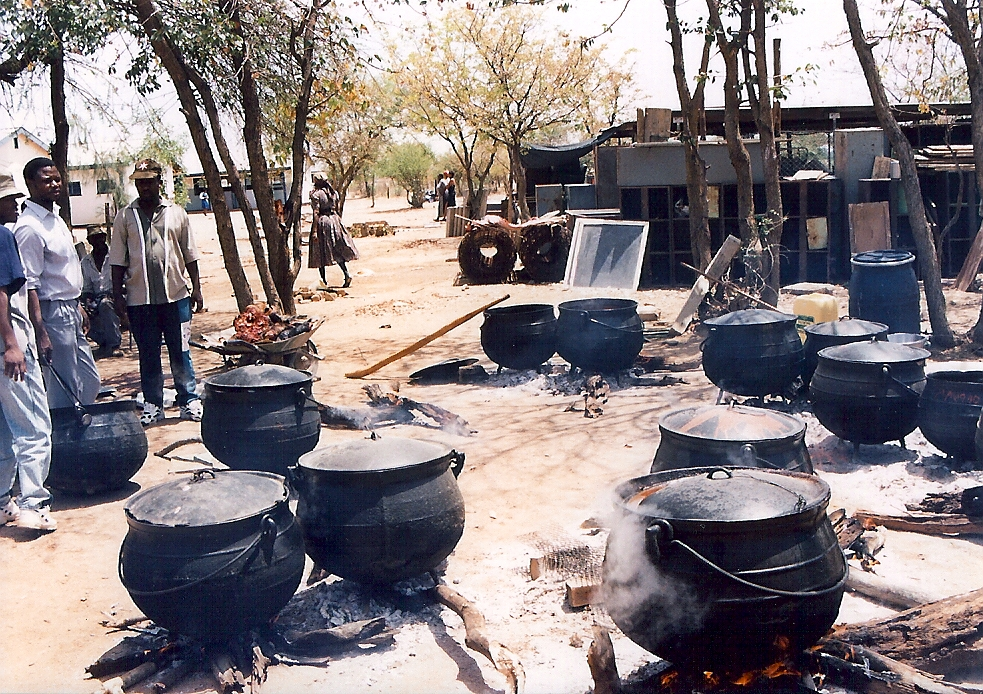
Kochkessel über offenem Feuer in Botswana

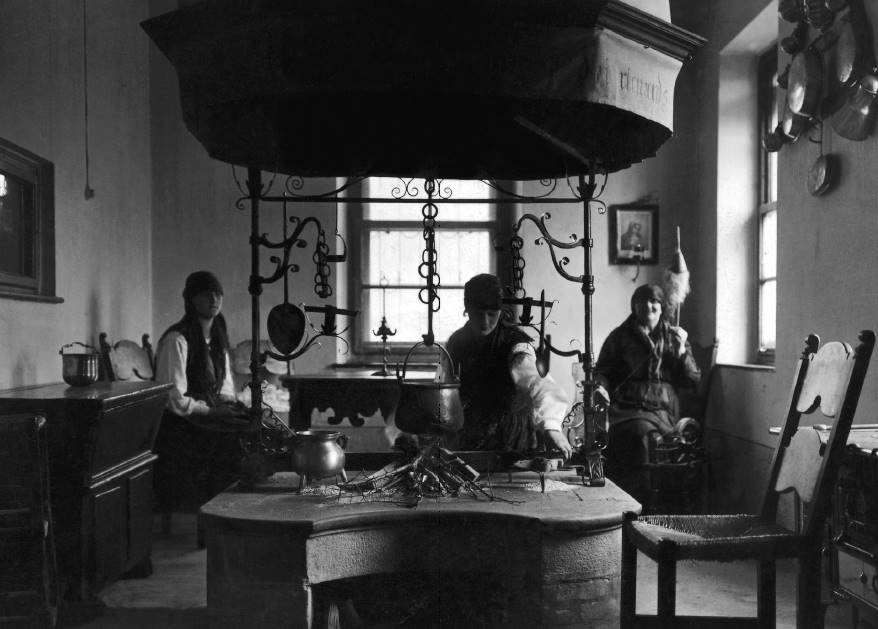
Historische Zubereitung von Polenta im gusseisernen Kessel

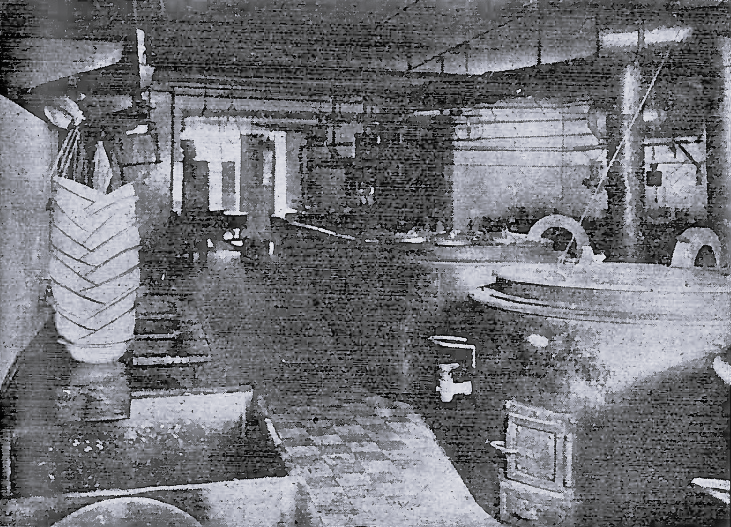
Kriegsküche mit 250 Liter-Kesseln

Ein Kochkessel ist ein großer Topf, der meist als Kochgeschirr verwendet wird. Solche Kessel dienen zum Kochen von Wäsche, Wasser und Speisen auf einem Herd oder auf einem Herdfeuer. Bei flacheren Gefäßen spricht man üblicherweise von Pfannen oder Kasserollen. Ein Wasserkocher enthält dagegen selbst ein Heizelement.

## Wortherkunft
Das Wort „Kessel“ geht auf das vulgärlateinische catillus „Schüssel“ zurück, Verkleinerungsform von catīnus „Topf, Tiegel, Schale, Wasserbehälter an der Feuerspritze“, das von den germanischen Stämmen als *katilaz entlehnt worden ist: althochdeutsch chez(z)il > mittelhochdeutsch kezzel ‚Kessel, Kupferkessel‘, mittelenglisch chetel, altnordisch ketíll (daraus englisch kettle) und andere Formen.
In der technischen Fachsprache steht das Wort Kessel ausdrücklich für Druckbehälter, etwa für Dampfkessel, Gaskessel und Heizkessel einer Heizanlage. Im Küchenbereich findet sich diese Bedeutung beim Pfeifkessel.

## Geschichte
Vor der Einführung moderner Küchenherde wurde das Essen überwiegend in Kochkesseln über offenem Feuer zubereitet. Diese Kessel standen entweder auf einem Dreibein oder sie wurden an Haken über der Feuerstelle aufgehängt. Der Träger für die Kessel verlief quer über dem offenen Herd; an diesem waren eine oder mehrere unterschiedlich lange Ketten befestigt. Um den Kessel auch horizontal bewegen zu können, gab es Kesselschwingen (Drehbalken), die an der Wand oder neben dem Herd angebracht waren. Diese kranartigen Gestelle bestanden meistens aus Holzbalken. Mitunter gab es auch eiserne Schwenkarme.
Früher wurden die Kessel aus Eisen, Kupfer oder Bronze (Kessel von Battersea) hergestellt und mit einem Bügel oder Henkel für das Aufhängen über Feuerstellen versehen. Teilweise hatten die Kessel auch Standfüße, so dass sie direkt in die Glut des Herdfeuers gestellt werden konnten. Spezielle Großkessel wurden in Küchen auch fest eingemauert; sie dienten zum Kochen zum Beispiel von Sauerkraut, großer Mengen Wasser oder von Fleisch nach der Schlachtung. In der Milchwirtschaft wurden große kupferne Käsekessel verwendet.
Kessel fanden sich auch in den gemeinschaftlichen Waschhäusern fest eingebaut und heizbar, in denen Kochwäsche gemacht werden konnte. Davon abgeleitet ist der fiktiv in der mythologischen Literatur und im Märchen vorkommende Hexenkessel.
Der Kesselflicker war einer der historischen Wanderberufe, der das zinnerne, kupferne und eiserne Geschirr lötete. Von diesem Beruf leitet sich wohl auch das Wort Katzelmacher (despektierlich für „Südländer“) ab.

## Verwendung
Der Kessel ist ein Kochgeschirr, das heute vor allem in der Großküche Verwendung findet, aber auch beim Camping, zum Beispiel als Hordentopf. Auch der Feldkochherd, umgangssprachlich „Gulaschkanone“ genannt, besteht aus einem oder mehreren Kesseln. Darin werden zum Beispiel Suppen, Kartoffeln, Nudeln und anderes in großen Mengen gekocht. Kochkessel gibt es heute in Gas- und Elektroausführung:
- Gasausführung: Der Kessel wird mit Wasser beheizt, das von einer Gasflamme in einer doppelten Kesselwand erhitzt beziehungsweise zum Kochen gebracht wird. Der daraus entstehende Wasserdampf erhitzt den Inhalt des Kessels.
- Elektroausführung: Der Kessel wird von einer Elektroheizung beheizt und funktioniert ähnlich wie die Gasausführung.

Bei Kochkesseln in der Großküche kann die Ankochzeit von einer halben bis zu zwei Stunden betragen. Es gibt sie in Größen von 50 bis ca. 400 Liter.